# BOSO娘
BOSO娘(ぼうそうむすめ)は、千葉県房総地区を舞台に活動のアイドルグループ。
初代は、2013年～2021年までの7年半にわたり、地域密着型アイドルとして活動した「いすみ鉄道」公認の日本のローカルアイドルグループであった。2代目は後述するように2024年にロゴタイプを刷新し、メンバーを総入れ替えした上で同年1月21日より再始動した。
所属は初代・2代目ともにシーピーシーレコーズ。
初代は活動中に大多喜町観光大使。長生村スペシャルサポーター。鋸南町観光大使。やちまた未来PR大使を務めた。

## 来歴

### 初代

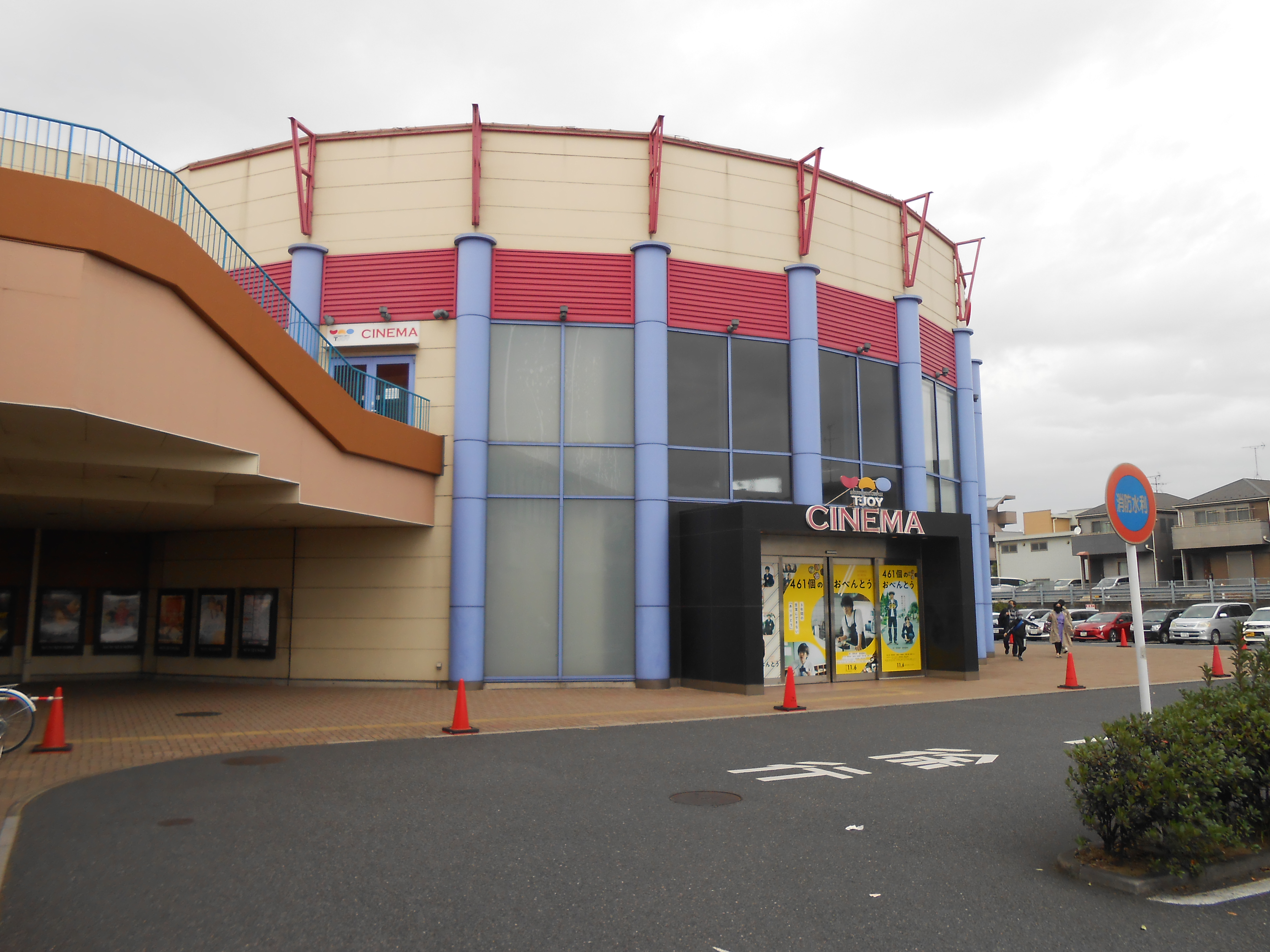
T・ジョイ蘇我

2013年（平成25年）6月よりメンバー募集を開始、110件の応募の中からオーディションで県内在住の中学一年生から大学二年生までの7名が選ばれ、後に1名が辞退、同年10月19日に6名でのグループ結成が発表された。同年11月24日、おおたきショッピングプラザオリブにて初開催された「夷隅農林産物の魅力発見・消費者交流会」にて初ステージ・お披露目を行った。
2014年4月2日にシングル「Summer Drive」でCDデビュー。翌4月3日にはいすみ署の一日警察署長に委嘱された。同年9月6日には秋葉原・AKIBAカルチャーズ劇場にて開催された「IDOL REVUE ご当地アイドルお取り寄せ図鑑 第二章 by Pigoo」決勝戦にファイナリストとして出場している。
2015年3月にはBOSO娘が発起人となり、障がい者スポーツの振興と発展に寄与することを目的としたプロジェクト『BIG WAVE CHIBARITY』を千葉県にゆかりのあるアイドルグループと共に開始し、第1回のライブ（vol.0）を同月22日に千葉県中央区のT・ジョイ蘇我で開催した。
2015年7月19日には東京・ラフォーレミュージアム六本木にて開催された「すきドルPROJECT2」決勝戦に出場し3位に入賞、すきドル公式ソング「Good morning my music!!」を獲得している。
2020年7月16日、2020年10月20日には活動期間の延長について、「延長は、2021年3月まで」さらに「延長期間を2021年3月までと決めた理由」が公式ブログに投稿されている。
2020年12月22日、『2020年ご当地アイドル肩書きランキングBEST20』で第15位に選ばれる。
2021年5月8日のラストライブをもって活動を終了した。

### 2代目
2021年11月1日、2代目のBOSO娘を別メンバーで結成することを発表した。
2023年11月15日、2024年1月21日より2代目のBOSO娘を結成と、新しいロゴタイプが公式Twitterにより発表された。
2024年1月21日千葉県千葉市中央区のなんちゃってBar庭で再始動ライブ開催。

## メンバー

### 初代
| 名前       | 生年月日（年齢）       | 出身     | 卒業           | その他                                                                                                 |
| ---------- | ---------------------- | -------- | -------------- | --- |
| 千葉あずさ | 1997年1月2日（28歳）   | 四街道市 | 2015年5月6日   | [ 23 ]                                                                                                 |
| 藤咲奈々花 | 1995年9月6日（29歳）   | 山武市   | 2015年9月26日  | [ 24 ]                                                                                                 |
| 川原結衣   | 1995年11月4日（29歳）  | 印西市   | 2016年2月6日   | [ 25 ]                                                                                                 |
| 和島海彩   |                        | 市原市   | 2016年5月8日   | 2015年5月30日から新メンバーとして正式に活動2016年3月31日に大学院進学に伴い芸能活動を停止することを発表 |
| 槻島もも   | 1993年11月8日（31歳）  | 四街道市 | 2016年11月13日 | 元リーダー、CUSCOジュニアラリーチーム（CJRT）2016年イメージガール                                      |
| 本多なつき | 2003年3月29日（22歳）  | 大多喜町 | 2016年12月24日 | 2014年11月から正規メンバーとして活動                                                                   |
| 二宮羽菜   | 1995年3月3日（30歳）   | 鋸南町   | 2017年2月4日   | 2014年1月に鋸南町観光大使「花の里きょなん観光大使」に任命                                              |
| みなみ     | 1998年12月11日（26歳） | 船橋市   | 2017年2月19日  | 2016年6月12日から活動                                                                                  |
| 崎原玲美   | 2000年4月24日（25歳）  | 山武市   | 2018年7月16日  | 2016年10月23日から新メンバーとして活動。                                                               |
| 神咲恋奈   | 2000年6月15日（24歳）  | 山武市   | 2020年1月11日  | 2017年7月15日から新メンバーとして活動。                                                                |
| 深山奈優   | 2000年7月19日（24歳）  | 千葉市   | 2020年2月16日  | 2016年5月1日から新メンバーとして活動開始、2020年2月16日の「深山奈優卒業ライブ」卒業                    |
| 碧野ナナリ | 2000年8月4日（24歳）   | 山武市   | 2020年6月30日  | 2018年8月26日から活動                                                                                  |
| 橘みなと   | 2000年5月9日（25歳）   | 山武市   | 2020年10月25日 | 2017年5月から活動                                                                                      |
| くるみ     | 2001年1月10日（24歳）  | 長生村   | 2021年5月8日   | 2013年10月19日（結成時）から活動                                                                       |
| 澤野春香   | 2002年9月8日（22歳）   | 市原市   | 2021年5月8日   | 2020年2月15日から2021年5月8日（終了時）まで活動                                                        |

#### 期間限定メンバー
- 季麟（きりん、1999年4月5日[41] - ）- 2016年4月30日から同年8月まで期間限定で活動[42]。

### 2代目
- 桜井心結（さくらいみゆ、10月24日）- 2023年12月から2024年6月まで活動後、Pastel♡Dollへ移籍。
- サヤカスター - 元C★BA
- はる（2008年7月28日 -）
- ゆうゆ（2011年1月27日 - ）- 元C★BA、2023年11月 船橋ひまわり娘 から移籍を発表
- 嶋村愛可（2007年9月14日 -）2024年6月30日加入

## 作品

### シングル
| 枚  | 発売日        | タイトル          | 規格品番   | 収録曲                                           | 備考   |
| --- | ------------- | ----------------- | ---------- | ------------------------------------------------ | ------ |
| 1st | 2014年4月2日  | Summer Drive      | DQC-1250   | Summer Drive イエローサンシャイン ネコになったら | [ 43 ] |
| 2nd | 2015年6月24日 | まつり            | CPCR-10001 | まつり 山田君!! 最後のラブソング                 | -      |
| 3rd | 2017年5月17日 | 絶対↑アンビシャス | CPCR-10009 | 絶対↑アンビシャス secret steady 落花生音頭       | -      |

## 出演
特記以外は初代メンバーによる出演。

### ラジオ
- 「BOSO娘のGood Morning My Music」(2015年11月15日 - 2016年4月17日、エフエム浦安) - レギュラー[44][45]

### テレビドラマ
- 水曜ミステリー9・鉄道警察官・清村公三郎 第11作「房総ローカル列車殺人レール 妖刀村正の呪い」（2014年10月1日、テレビ東京系）- 本人役。冒頭でいすみ鉄道列車内ライブの設定で撮影が行われた。

## コラボレーション
- BOSO娘 × 千葉らぁ麺 コラボレーションおにぎり（2014年12月）[46]

### 初代
- いすみ鉄道公認アイドル「BOSO娘」オフィシャルサイト（現在は閉鎖）
- 房総半島応援アイドル「BOSO娘」 - Ameba Blog
- 二宮羽菜@BOSO娘 (@hanachaaaaan33) - X（旧Twitter）
- 深山 奈優（みやま なゆ）@BOSO娘 (@nayu0719raypuro) - X（旧Twitter）
- 崎原玲美＠BOSO娘（練習生） (@remmmi424) - X（旧Twitter）
- 川原結衣オフィシャルブログ「焼き鮭と醤油と時々川原結衣」 - Ameba Blog
- くるみ@boso娘オフィシャルブログ - Ameba Blog

### 2代目
- 房総半島応援アイドル「BOSO娘」オフィシャルサイト
- CPC Records - シーピーシーレコーズ（初代より継承）
- 櫻井心結（さくらいみゆ） (@s_miyu1024) - X（旧Twitter）
- サヤカスター@怪談アイドル (@hoshi_syka) - X（旧Twitter）
- ゆうゆ@BOSO娘 (@yuka0127_boso) - X（旧Twitter）
- はる@BOSO娘 (@haru_boso) - X（旧Twitter）
- 嶋村愛可【あいか】 (@Heartaika_boso) - X（旧Twitter）